# Alboran Trio
Alboran trio è un gruppo Jazz costituito in origine dal pianista e compositore Paolo Paliaga, da Dino Contenti al contrabbasso e da Gigi Biolcati alla batteria e percussioni, poi sostituito con Mattia Barbieri nel 2012 e da Ferdinando Faraò nel 2017. Il nome deriva dal mare di Alborán, il primo mare che si incontra entrando nel Mediterraneo dall'Oceano Atlantico e si trova tra le coste andaluse e il Nord Africa. La scelta fa riferimento al luogo di incontro tra la tradizione musicale europea e le radici africane del ritmo.
Il trio si è formato nel 2005. Dopo un tour in Italia e in Germania hanno pubblicato il loro primo CD “Meltemi” nel 2006, che è stato accolto molto bene dalla critica e dal pubblico,  a cui sono seguiti molti concerti in tutta Europa. Nel 2008 la pubblicazione del loro secondo album “Near Gale”. Entrambi gli album sono stati pubblicati dall'etichetta tedesca ACT di  Monaco. Nel 2017 con l'entrata di Ferdinando Faraò alla batteria e percussioni il trio ha svoltato versa una dimensione centrata sull'improvvisazione istantanea. Come recitano le note di copertina: "Il legante filosofico che ha guidato il percorso di maturazione del CD “Islands” è stato il “de-pensamento”: suonare senza identificazioni su cosa dev’essere una “certa” musica. Abbiamo lavorato per arrivare a suonare senza giudizio, senza pre-giudizio, senza idee pre-concette su cosa dovesse essere la nostra musica, senza un’idea di dove saremmo arrivati suonando.  Per usare una metafora, siamo stati suono così come la pianta è se stessa e non riflette sul suo essere pianta e non ha idee dei frutti che deve fare".  Il 13 novembre 2020 è uscito il loro terzo CD dal titolo "Islands".

## Stile
Lo stile del trio è caratterizzato da un grande interplay e dal ruolo solistico di ogni componente.
Partendo dalla concezione del Trio che discende da Bill Evans passando da Keith Jarrett fino a Brad Mehldau, il trio esplora sonorità nuove ricercando suoni e ritmi provenienti da diverse tradizioni, dalla musica balcanica a ritmi della tradizione africana, passando dalla tradizione latina, cercando di rinnovare il suono della più classica delle formazioni jazz.

## Formazione
- Paolo Paliaga - pianoforte
- Ferdinando Faraò - batteria
- Dino Contenti - contrabbasso

## Discografia
- 2006 - Meltemi (ACT)
- 2008 - Near Gale (ACT)
- 2020 - Islands (Paolo Paliaga under license to Pirames International Srl)